# Další listy Luciliovi
Další listy Luciliovi je název knihy, obsahující překlad části sbírky dopisů, jejichž autorem je Lucius Annaeus Seneca. 
Dopisy jsou adresovány Luciliu Iuniorovi. V knize jsou uvedeny všechny Senekovy listy, které nebyly zařazeny do knihy Výbor z listů Luciliovi (4. svazek Antické knihovny, 1969).
Z latinského originálu podle vydání L. Annaei Senecae Ad Lucilium epistulae morales (L. D. Reynolds, Oxford 1965) přeložil, poznámkami a jmenným rejstříkem doplnil Václav Bahník. Předmluvu napsala Eva Kuťáková.
Knihu vydalo Nakladatelství Svoboda v roce 1984 jako 51. svazek edice Antická knihovna.